# Caso compra de votos en el Atlántico
El caso compra de votos en el Atlántico se refiere a un caso de fraude electoral y corrupción política en la ciudad de Barranquilla y en varios municipios del departamento del Atlántico. Se cree que la Fiscalía General de la Nación viene siguiendo el caso desde 2018, fecha en la cual el ente compulsó copias a la Corte Suprema de Justicia por la financiación de actividades en contra de la participación democrática y la existencia de una red dedicada a la compra de votos. 
En este caso se relacionan a varios políticos, mandatarios y congresistas que forman parte de un grupo o red denominado La Casa Blanca, entre ellos, Alejandro Char, Arturo Char, Fuad Char, Roberto Gerlein, Julio Gerlein, Laureano Acuña y José David Name. La excongresista Aída Merlano también fue acusada de fraude electoral y condenada a 15 años de prisión. David Char, sobrino de Fuad Char, reconoció en septiembre de 2019 su participación en la compra de votos y la alianza con grupos paramilitares. Asimismo, se han relacionado con otros políticos, entre ellos, Margarita Balén y Jorge Rangel, los exconcejales Aissar Castro Bravo, Juan Carlos Zamora Callejas, Aissar Castro Reyes, Vicente Támara Chamorro y la excandidata a la Cámara, Lilibeth Llinás.

## Implicados
Entre los implicados en la compra de votos en el Atlántico se cita a Alejandro Char, miembro de la Coalición Equipo por Colombia y candidato a las elecciones presidenciales de Colombia de 2022. Un audio revelado en febrero de 2022 explica como Fuad y Alejandro Char entregaron $ 6000 millones para financiar la campaña de Merlano en 2018 a través del banco Serfinanza, cuyos únicos propietarios son la familia Char. Se sabe además que también hubo un plan para secuestrar y asesinar a la excongresista Merlano por $ 1500 millones de pesos.
Julio Gerlein, hermano de Roberto Gerlein y miembro de la familia Gerlein con extensa trayectoria política, también es citado por la compra de votos. Según sus propias confesiones, reveló en un audio filtrado a comienzos de febrero de 2022 que financió la campaña de Merlano en 2018:

«Yo puse doce mil millones para tu elección». Julio Gerlein.

Esta conversación también corrobora el aporte de recursos económicos de la familia Char a través de Serfinanza para la financiación de dicha campaña.
Arturo Char, hermano de Alejandro Char, también está involucrado con la compra de votos, además de ser parte del grupo La Casa Blanca. En 2020 Arturo fue citado por la Corte Suprema de Justicia por fraude electoral, aunque desde 2019 la Fiscalía General de la Nación le abrió una indagación donde se comprobó indicios «de posibles actividades ilegales» con la familia Gerlein.
El senador Laureano Acuña también es señalado de pertenecer a una extensa de red de compra de votos en el Atlántico. Miguel Ángel Del Río, abogado de Aída Merlano, reveló un audio donde Laureano admite que este tipo de fraudes es común en la Costa Atlántica:

«A nosotros nos han puesto ese rótulo de esa actividad ilícita. Tú sabes que eso es de todo el mundo». Laureano Acuña en diálogo con otra persona.

La Procuraduría General de la Nación le abrió una investigación por este tipo de fraudes a comienzos de 2022. También se sabe de otro suceso donde Lureano habla sobre un plan para comprar 70 000 votos en el Atlántico:

«Tienen que dar de su cuenta su bocado, a revisar qué es lo que tenemos que movilizar en el Atlántico, pa’ poder cuadrar 70.000 votos. Mínimo tenemos que comprar 70.000 votos, de ahí nos vamos empujaos». Afirmaciones de Laureano Acuña en un audio.